# لی فراست (بازیکن فوتبال)
لی فراست (انگلیسی: Lee Frost؛ زادهٔ ۴ دسامبر ۱۹۵۷) بازیکن فوتبال اهل بریتانیا است.
از باشگاه‌هایی که در آن بازی کرده‌است می‌توان به باشگاه فوتبال چلسی، باشگاه فوتبال میپا، باشگاه فوتبال کراولی تاون، و باشگاه فوتبال برنتفورد اشاره کرد.